# Линчевание Джо Коу
Джо Коу (англ. Joe Coe), также известный как Джордж Смит (англ. George Smith), — афроамериканский рабочий, которого линчевала многотысячная толпа 10 октября 1891 года в Омахе, штат Небраска у здания окружного суда Дугласа. Это был первый зафиксированный случай линчевания в Омахе. Мэр города назвал убийство «самым прискорбным событием, которое когда-либо происходило в истории страны».

## Предпосылки и убийство
Коу был женат, имел двоих детей и жил на Северной 12-й улице к северу от центра Омахи. 7 октября 1891 года Лиззи Йейтс, пятилетняя белая девочка, которая также жила в Северной Омахе, обвинила Коу в нападении на неё. Ещё до вынесения приговора по Омахе поползли слухи о том, что преступление сошло Коу с рук, о смерти девочки и о том, что Коу получил небольшое наказание.
9 октября, когда Коу привезли к зданию окружного суда Дугласа, возле него уже собралась толпа мужчин, чтобы увидеть не связанную с делом Коу запланированную казнь через повешение. Вновь начали распространяться слухи, что девочка умерла, виновный находится в тюрьме и будет наказан всего лишь двадцатью годами тюремного заключения.
На следующий день, рано утром 10 октября, в центре Омахи собралась толпа численностью от нескольких сотен до тысячи человек и двинулась к зданию суда. Член городского совета по фамилии Мориарти разбил своей тростью окно и повёл людей на штурм, который оказался успешным. Позже они отвезли Коу в дом предполагаемой жертвы в Нир-Норт-Сайде, чтобы родители девочки опознали его. Мать Лиззи сразу же заявила, что видела, как Коу бродил по дому, хотя и поклялась бы, что это был он.
Когда толпа привела Коу обратно в здание суда для линчевания, губернатор Небраски Джеймс Эдвард Бойд и шериф округа призвали собравшихся разойтись. Вместо этого к полуночи у здания суда собралась толпа численностью от одной до десяти тысяч человек. Они избили Коу и протащили его по улицам города. Вероятно, он был уже мертв, когда его повесили на трамвайном проводе на углу 17-й улицы и Харни-стрит. Мэр Омахи Ричард К. Кушинг быстро осудил линчевание, назвав его «самым прискорбным событием, которое когда-либо случалось в истории страны».

## Последствия
За это преступление были арестованы семь человек, в том числе начальник полиции и управляющий крупного галантерейного магазина. Толпа собралась у здания тюрьмы и угрожала разгромить её, если подозреваемые не будут освобождены под залог, но окружной прокурор был полон решимости отказать им. На следующий день, когда тело Коу было выставлено на всеобщее обозрение в морге в центре города, на него пришли посмотреть шесть тысяч человек. Уличные торговцы продавали куски трамвайного провода в качестве сувениров.
Через десять дней после линчевания помощник коронера округа Дуглас заявил в суде, что Смит умер от «испуга», а не от ран, нанесенных ему толпой. Среди этих ран было шестнадцать ранений на теле и три перелома позвоночника. Несмотря на это, коронер засвидетельствовал: «Его сердце было так сильно сжато, а кровь была в таком состоянии, что врач был уверен, что мужчина был буквально напуган до смерти». Окружной прокурор Махони заявил, что ему придется изменить обвинения против линчевателей. Жюри присяжных решило не возбуждать уголовное дело.